# Piero Pasquetto
Piero Pasquetto (Villafranca di Verona, 1884 – 1926) è stato un tenore italiano.

## Biografia
Piero Pasquetto nacque a Villafranca di Verona ed ancora ragazzo si trasferì a Milano per studiare musica dove ottenne il primo posto alla scuola musicale milanese, studiando con i Maestri Rosati e Luigi Lomoro.
In Francia in breve tempo acquistò una certa fama e venne invitato regolarmente a cantare a Nizza, Cannes, Marsiglia, Montecarlo. 
Nel 1915 proprio in quest'ultima località cantò con Enrico Caruso nell'Aida, nella parte del Messaggero. Come secondo tenore fu chiamato sempre da Enrico Caruso per una tournée in America, ma dovette rinunciare perché, alla richiesta del permesso per la partenza, gli fu comunicato che doveva presentarsi a Ventimiglia per il servizio militare.
Appena congedato dalle armi iniziò la sua carriera lirica debuttando al teatro Chiarella di Torino l'8 marzo 1919 con l'opera Faust e fu tale il successo che venne subito chiamato per interpretare Bohème sia a Torino che al Teatro sociale di Brescia.
Sempre nel 1919 sposò Ida Limido dalla quale ebbe 3 figli: Bianca Luisa nel 1920, Adriano nel 1921 e Renata nel 1923.
Il figlio Adriano Pasquetto, fu insignito della Medaglia d'Onore della Repubblica, perché sottotenente di Sussistenza in Albania durante la seconda guerra mondiale, subì la prigionia dei lager di Leopoli, poi Wietzendorf, quindi Amburgo, in quanto si rifiutò a molteplici riprese di aderire alla Repubblica Sociale Italiana. Quando fu costretto a lavorare in una fabbrica bellica nel 1945, con i suoi compagni, ne boicottò la produzione.
Le esibizioni del tenore Pasquetto:
1917
- Marzo: Montecarlo, Théâtre du Casino LA RONDINE (Gobin)[2]

1918
- Milano Teatro alla Scala LA NAVE

1919
- Marzo: Torino Teatro Chiarella FAUST (Faust) e BOHEME (Rodolfo)
- Aprile: Brescia Teatro Sociale BOHEME (Rodolfo)
- Maggio: Urbino Teatro Sanzio LA GIOCONDA (Enzo)
- Giugno: Trento Politeama BOHEME (Rodolfo) / MADAMA BUTTERFLY (Pinkerton)
- Luglio: Treviso Politeama Garibaldi MADAMA BUTTERFLY (Pinkerton)
- Agosto: Legnago Politeama Salieri BOHEME (Rodolfo)
- Ottobre: Vigevano Teatro Cagnoni LORELEY (Walter)
- Novembre e Dicembre: Ferrara Teatro Comunale LORELEY (Walter) / BOHEME (Rodolfo)

1920
- Gennaio: Bologna BOHEME (Rodolfo) Piacenza Teatro Municipale MADAMA BUTTERFLY (Pinkerton) Parma Teatro Regio LORELEY (Walter)
- Febbraio: Como Teatro Sociale MADAMA BUTTERFLY (Pinkerton)
- Aprile: Reggio Emilia BOHEME (Rodolfo)
- Giugno : Suzzara Teatro Sociale MADAMA BUTTERFLY (Pinkerton)
- Agosto: Sestri Ponente Teatro Verdi TOSCA (Cavaradossi) Fano Teatro della Fortuna LORELEY (Walter)
- Settembre - Dicembre: Milano Teatro Carcano LA GIOCONDA (Enzo) / FAUST (Faust)
- Novembre: Venezia Teatro La Fenice LORELEY (Walter) PAGLIACCI

1921
- Gennaio: Genova Teatro Margherita LORELEY (Walter)
- Febbraio: Venezia Teatro Malibran TRAVIATA (Alfredo) Marzo: Tortona Teatro Civico TRAVIATA (Alfredo)
- Maggio - Giugno: Macerata Politeama Piccinini TOSCA (Cavaradossi) e Sassari Politeama Verdi LORELEY (Walter)

Settembre: Gorizia Teatro Verdi TOSCA (Cavaradossi) Novembre: Carrara Teatro Verdi FAUST (Faust)
1922
- Gennaio - Febbraio: Venezia Teatro Malibran LORELEY (Walter) / MADAMA BUTTERFLY (Pinkerton)
- Marzo ed Aprile: Cagliari Politeama Regina Margherita LORELEY (Walter) / TOSCA (Cavaradossi)
- Maggio: Chieti Teatro Marruccino TOSCA (Cavaradossi) LOHNGRIN (Lohngrin)
- Dicembre: Busto Arsizio Politeama Rossini MADAMA BUTTERFLY (Pinkerton)

1923
- Gennaio: Lucca Teatro del Giglio BOHEME (Rodolfo)
- Marzo: Busto Arsizio Teatro Rossini RIGOLETTO (Duca di Mantova)
- Aprile: Busto Arsizio Politeama Rossini RIGOLETTO (Duca di Mantova)
- Ottobre - Novembre: Roma Teatro Adriano RIGOLETTO (Duca di Mantova) LORELEY (Walter)
- Novembre: Reggio Emilia Politeama Ariosto RIGOLETTO (Duca di Mantova)
- Dicembre: Modena Teatro Storchi RIGOLETTO (Duca di Mantova) Sampierdarena Teatro Gustavo Modena RIGOLETTO (Duca di Mantova) Busto Arsizio Teatro Sociale RIGOLETTO (Duca) Roma Teatro Adriano LORELEY (Walter) / RIGOLETTO (Duca)

1924

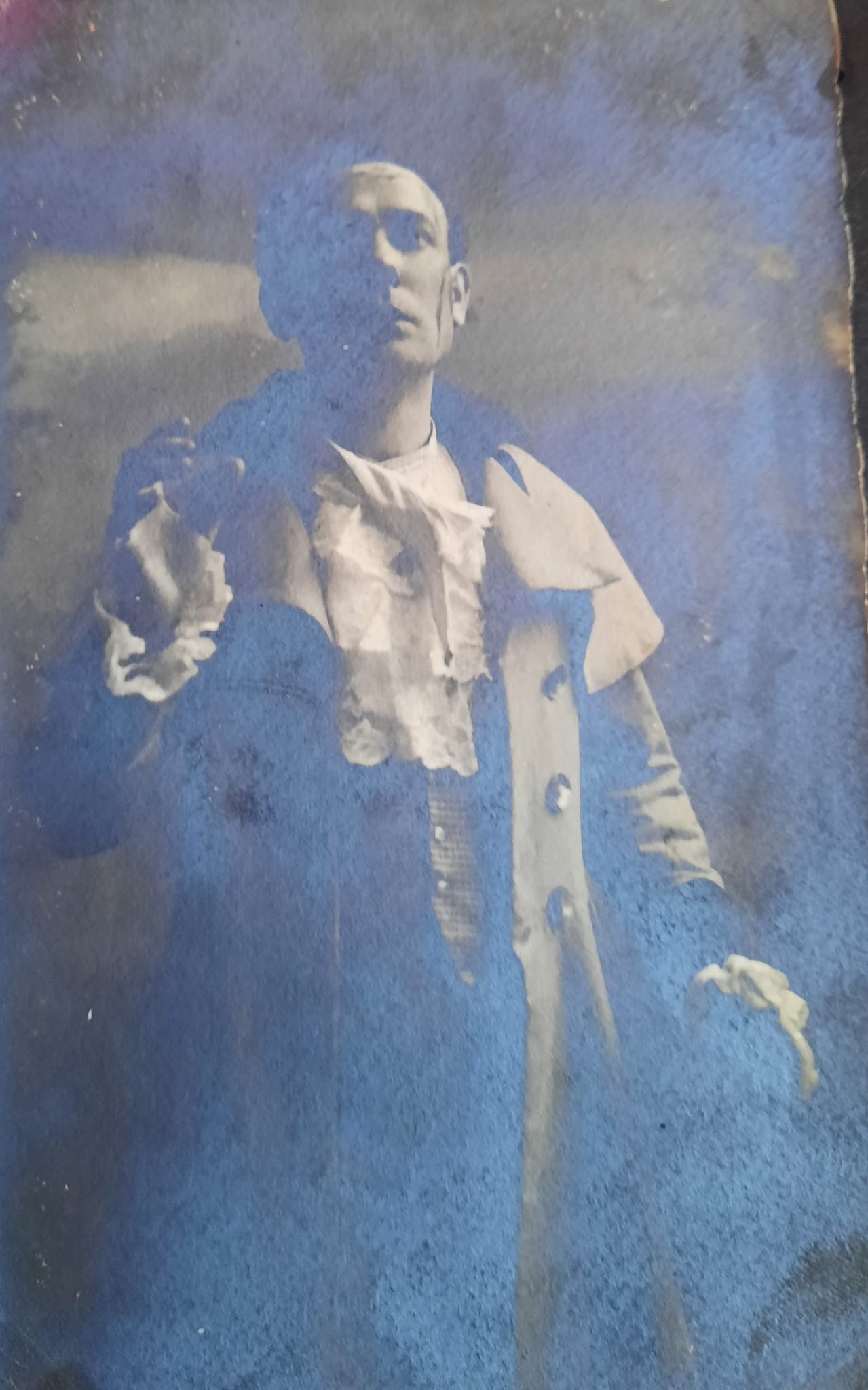
Piero Pasquetto sulla scena

- Gennaio: Napoli Teatro San Carlo TRAVIATA (Alfredo)Sampierdarena Teatro Gustavo Modena RIGOLETTO (Duca di Mantova)
- Febbraio - Marzo: Bologna Teatro Verdi RIGOLETTO (Duca di Mantova)
- Dicembre: Trieste : Teatro Rossetti Operetta SUA ALTEZZA LA BALLERINA (Hans di Mayburg)

1925
- Gennaio: Trieste: Teatro Rossetti Operetta SUA ALTEZZA LA BALLERINA (Hans di Mayburg)
- Il Cairo: stagione di Operetta con la Compagnia Lombardo

1926
- Settembre: Salò Teatro Comunale BOHEME (Rodolfo)[1]

I suoi cavalli di battaglia erano le interpretazioni di Mario Cavaradossi (nella Traviata), Pinkerton ( in Madama Butterfly), il Duca di Mantova (nel Rigoletto) e Walter (nella Loreley).
Molto frequentemente gli veniva richiesto dal pubblico il bis delle romanze più famose, in particolare "E lucean le stelle", interpretata dal tenore con grande sentimento e passione, oltre che con notevole bravura.
La sua carriera si svolse soprattutto come cantante lirico, col suo vero nome; in seguito si prodigò anche come cantante di operetta col nome d'arte Francavilla - in onore al suo paese natale. Proprio con la compagnia di operetta fece una tournée in Egitto, in particolare al Cairo, nel 1925.
Era litografo e riprese questa attività quando decise di interrompere la carriera di tenore per restare vicino alla famiglia (moglie e tre figli). Distrutta la litografia a causa dei bombardamenti di Milano, durante la seconda guerra mondiale, non si perse d'animo e ricominciò da zero la sua attività artigianale, stampando in particolare spartiti musicali.

## Discografia parziale

### Singoli
- Traviata: Dei miei bollenti spiriti - Disco Sovrano "La Fonitala"
- Rigoletto: La donna è mobile - Fonografia Nazionale